# Euphranta suspiciosa
Euphranta suspiciosa är en tvåvingeart som först beskrevs av Erich Martin Hering 1938. Euphranta suspiciosa ingår i släktet Euphranta och familjen borrflugor.
Artens utbredningsområde är Myanmar. Inga underarter finns listade i Catalogue of Life.